# 深圳市道路
深圳市的道路全長約7796公里，分为高快速路、主干道、次干道、支路四类。其中，高快速路规范命名为高速公路、大道两类属性。
按道路大小來命名，深圳市的道路以“大道”、“路”以及“街”作為後綴。“XX一路”，“XX二路”這種道路很普遍。連接兩地的道路，有時會取兩地地名進行命名，例如深（圳）南（頭）路。
由於深圳市區為一個東西長南北窄的狹長地帶，所以深圳市區的主幹道大多都是東西走向的。羅湖區的道路，由於歷史、地形和擁有舊城區的原因，道路的方向性顯得不強。在其它五區，大部分道路都是正南北和正東西走向的。立交橋在市內隨處可見，但架在道路上的高架橋卻極少。
对于深圳境内的公路，由于大多是属于市政管养公路范围，再加上施工等其它问题，大多数都没有路牌标注路线名称和编号；里程碑也是断断续续，这个问题在市区路段尤为明显。此时，需要通过规划文件和桥梁责任牌等才能判断公路走向。

## 市区内主要道路

### 东西向快速干道

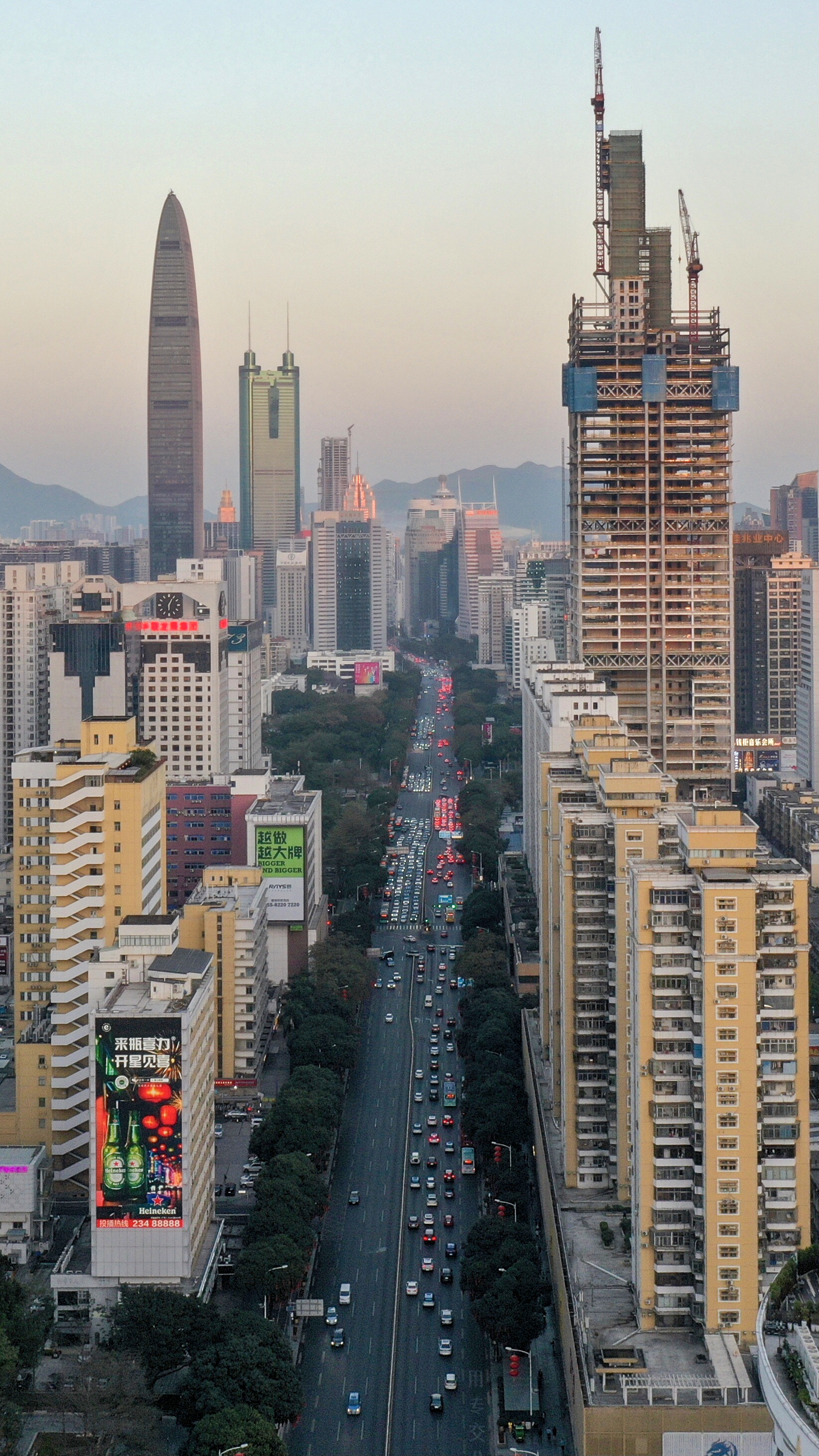
华强北上空向东眺望深南大道，左侧两栋高楼为京基100（最左）和地王大厦（信兴广场），右侧在建高楼为100层的佳兆业环球金融中心

- 北環大道
- 深南大道
- 滨河大道
- 滨海大道

### 南北向道路
- 月亮灣大道
- 前海路
- 南新路
- 南山大道
- 南海大道
- 后海大道
- 科苑路
- 科技大道
- 沙河西路
- 沙河东路
- 侨城东路
- 香蜜湖路
- 新洲路
- 彩田路
- 皇崗路
- 华强路
- 华富路
- 上步路
- 紅嶺路

## 主要公路[3]

### 国家高速公路

#### 京港澳高速公路
- 广深高速公路（部分与 沈海高速共线）

#### 武深高速公路
- 博深高速公路
- 盐排高速公路

#### 沈海高速公路
- 深汕高速公路
- 惠盐高速公路
- 机荷高速公路
- 广深高速公路（与 京港澳高速共线）

#### 深圳绕城高速公路
- 深圳外环高速公路

#### 长深高速公路
- 惠盐高速公路
- 东部过境高速公路

#### 深岑高速公路
- 深中通道

#### 珠三角环线高速公路
- 梅观高速公路
- 莞深高速公路

### 省级高速公路

#### 从莞深高速公路
- 清平高速公路

#### 惠深沿海高速公路
- 盐坝高速公路
- 东部沿海高速公路

### 省级快速公路
- 惠盐路
- 丹平快速路
- 南坪快速路
- S3111福龙路

### 普通国道

#### 107国道（京港线）
- 广深公路（部分与 228国道共线）
- 北环大道
- 泥岗路
- 布心路
- 爱国路
- 文锦南路

#### 205国道（山深线）
- 龙岗大道
- 文锦北路
- 东门中路（雅园立交—东门晒布路口）

#### 220国道（东深线）
- 东深公路（雁田深莞界—平湖鹅公坳立交）
- 丹平公路

#### 228国道（丹东线）
- 公常路
- 公明东环大道
- 松白路（部分）
- 广深公路（与 107国道共线）

### 普通省道

#### 356省道（高横线）
- 坪山大道（原深汕路坑梓沙田—坪山围路口、新横坪公路坪山围——横坪金碧路口（曾又称“中山大道”））
- 横坪公路

#### 359省道（西宝线）
- 南西路
- 南澳同富路
- 海滨南路
- 海滨北路
- 坪西路
- 坪葵路
- 东纵路
- 深汕路
- 龙平东路
- 龙平西路（包括东莞凤岗段）
- 平龙路
- 观平路
- 观澜大道
- 布龙路（布龙龙观路口—龙大高速公路横朗立交）
- 石观路
- 宝石东路
- 宝石南路
- 松白路（石岩立交—应人石立交）
- 宝石公路
- 创业二路

#### 360省道（核龙线）
- 鹏飞路
- 迭福路
- 葵鹏路
- 深葵路
- 盐梅路
- 深盐路
- 罗沙路
- 沿河北路（罗芳立交—爱国沿河路口）
- 爱国路（爱国沿河路口—东湖立交，与 107国道共线）
- 沙湾路
- 布沙路
- 布龙路（大芬立交—布龙龙观路口）

#### 387省道（鹅坪线）
锦绣西路（部分在建）
锦绣中路
锦绣东路

#### 550省道（虎罗线，规划中）
- 桂庙路
- 滨海大道
- 滨河大道
- 船步路
- 春风路高架
- 沿河南路
- 沿河北路（新秀立交—罗芳立交）

### 县道
- 象坑线
- 风光线
- 龙四线
- 平盐线
- 布楼线
- 黄公线
- 白新线
- 坪坑线
- 应蛇线
- 天田线
- 雪龙线
- 姜长线
- 叠杨线
- 鹅白线
- 沙径线
- 大盐线
- 风民线[4]

## 單行線道路
根据2023年2月21日深圳市公安局交通警察局发布的《深圳市公安局交通警察局关于继续对市区部分道路实行单向通行交通管理措施的通告》，目前深圳共有以下道路实行单向通行交通管理措施：

### 福田区
1. 振兴路：由东向西单向通行。
2. 振华路：由西向东单向通行。
3. 振中路：由西向东单向通行。
4. 福明路（深南路至公交港湾站段）：由南向北单向通行。
5. 同福路：由西向东单向通行。
6. 百花二路（红荔路至百花五路段）：由南向北单向通行。
7. 百花二路（百花五路至百花一路段）：每周一至周五7时30分至8时30分、16时至18时，由南向北单向通行。
8. 八卦一路：由西向东单向通行。
9. 八卦四路（红岭北路至八卦五路段）：由东向西单向通行。
10. 八卦七街：由北向南单向通行。
11. 八卦九街：由南向北单向通行。
12. 爱华路（深南路至南园路段）：由北向南单向通行。
13. 新洲一街（新洲九街至新洲十一街路段）：由北向南单向通行。
14. 新洲二街（新洲九街至新洲十一街路段）：由南向北单向通行。
15. 新洲十一街（新洲南路至新洲一街路段）：由东向西单向通行。
16. 新洲十一街（新洲二街至新洲三街路段）：由东向西单向通行。
17. 新洲南路（新洲九街至新洲十一街路段）：由南向北单向通行。
18. 金地一路（沙尾路至金地七路段）：由北向南单向通行。
19. 景田南四街：由西向东单向通行。
20. 景田南三街：由东向西单向通行。
21. 福田区林康路（梅康路至凯丰路段）：由西向东单向通行。
22. 福田区林丰路（梅康路至凯丰路段）：由东向西单向通行。
23. 菩提路（国花路至金桂道段）：由东向西单向通行。
24. 裕亨路：逆时针单向通行。
25. 椰风道（红花路至市花路段）：由北向南单向通行。
26. 绒花路：由东向西单向通行。
27. 瑞香道（绒花路至桂花路段）：由南向北单向通行。
28. 紫荆道：（桂花路至绒花路段）由北向南单向通行,（红花路至金花路段）由北向南单向通行。
29. 蓝花道：（绒花路至桂花路段）由南向北单向通行,（桃花路至市花路段）由南向北单向通行。
30. 海虹道（绒花路至桂花路段）：由南向北单向通行。
31. 凤凰道：（桂花路至绒花路段）由北向南单向通行,（桃花路至市花路段）由南向北单向通行。
32. 平冠道：（绒花路至桂花路段）由南向北单向通行,（桃花路至红花路段）由南向北单向通行。
33. 槟榔道（红花路至桃花路段）：由北向南单向通行。
34. 红花路：（瑞香道路至椰风道路段）由西向东单向通行，（凤凰道路至广兰道段）由东向西单向通行。
35. 广兰道（红花路至桃花路段）：由北向南单向通行。
36. 香樟道（桃花路至红花路段）：由南向北单向通行。
37. 金花路：由东向西单向通行。
38. 黄槐道（红花路至桃花路段）：由北向南单向通行。
39. 红柳道（红花路至桃花路段）：由北向南单向通行。
40. 中心六路（福华路至福华三路段）:由南向北单向通行。
41. 园岭一街（园岭四街至红荔路段）：由北向南单向通行。
42. 园岭五街（园岭东路至园岭中路段）：由东向西单向通行。
43. 园岭八街（园岭中路至园岭东路段）：由西向东单向通行。
44. 园岭九街（园岭东路至红岭中路段）：由西向东单向通行。
45. 园岭西路：（笋岗路至园岭五街段）由北向南单向通行，(园岭四街至红荔路段)由南向北单向通行。
46. 安托山九路（禾镰二路至禾镰一路段）：由南向北单向通行。
47. 禾镰一路：由东向西、北向南单向通行。
48. 禾镰二路：由西向东单向通行。
49. 紫竹七道（紫竹三道至紫竹六道段）：由西向东单向通行。
50. 丹桂路：由西向东单向通行。
51. 福中一路（益田路至民田路段）：由东向西单向通行。
52. 中心四路（福华三路至福华一路）：由南向北单向通行。
53. 中心五路（福华路至福华三路）：由北向南单向通行。
54. 金桂道（丹桂路至福强路）：由南向北单向通行。
55. 梅山路（梅山街至梅山小学东南角）：由东向西单向通行。
56. 景田北一街（景田西路至景田东路）：由西向东单向通行。
57. 景田北三街（景田东路至富景路）：由东向西单向通行。
58. 景田东路（莲花路至景田北三街）：由南向北单向通行。
59. 富景路（景田北三街至景田北一街）：由北向南单向通行。
60. 石厦北二街（石厦北四街至滨河大道）：由南向北单向通行。
61. 石厦北四街（石厦北一街至新洲路）：由东向西单向通行。
62. 石厦北七街（益田路至石厦北二街）：由东向西单向通行。
63. 石厦一街（福强路至石厦路）：由南向北单向通行。
64. 园西街（园岭六街至上步中路）：由东向西单向通行。
65. 园岭六街（园西街至园龙园花园）：由南向北单向通行。
66. 园岭五街（园岭六街至园学路）：由东向西单向通行。
67. 八角楼一街（园岭三街至园岭东路）：由东向西单向通行。
68. 八角楼二街（园岭三街至园岭东路）：由西向东单向通行。
69. 兰光路：由北往南单向通行。
70. 兰海路：由南往北单向通行。
71. 兰天路（燕南路至兰光路段）：由东往西单向通行。
72. 兰天路（兰海路至华发北路段）：由东往西单向通行。

### 罗湖区
1. 柑园街（宝安北路至梨园路段）：由东向西单向通行。
2. 蜜园路（桃园路至柑园街段）：由北向南单向通行。
3. 水田一街：由南向北单向通行。
4. 水田二街：由北向南单向通行。
5. 水贝二路（翠竹路至贝丽北路段）：由东向西单向通行。
6. 新园路（人民北路至永新街路段）：由北向南单向通行。
7. 永新街（人民公园路至东门老街路段）：由西向东单向通行。
8. 永新街（东门老街至深南东路段）：由北向南单向通行。
9. 迎春路（人民南路至建设路段）：由东向西单向通行。
10. 立新路：由西向东单向通行。
11. 兴贸路（东门中路至兴湖路段）：由东向西单向通行。
12. 城东街（东门中路至兴湖路段）：由西向东单向通行。
13. 人民北路（立新路至晒布路段）：由南向北单向通行。
14. 东门老街（南庆街至建设路段）：由东向西单向通行。
15. 东门老街（布艺街至汇食街段）：由西向东单向通行。
16. 向西路（新安路至春风路段）：由东向西单向通行。
17. 向西路（深南东路至嘉宾路段）：由南向北单向通行。
18. 向西路（嘉宾路至春风路段）：由北向南单向通行。
19. 侨兴路：由东向西单向通行。
20. 汇食街：由南向北单向通行。
21. 南庆街：（汇食街至深南辅道段）：由北向南单向通行。
22. 建设路（嘉宾路至解放路段）：由南向北单向通行。
23. 河边路（深南东路至解放路）：由南向北单向通行。
24. 果园路（桂园路至红桂中学正门段）：由西向东单向通行。
25. 果园路（红桂中学正门至果园东路段）：由南向北单向通行。
26. 和平路（解放路至嘉宾路段）：由北向南单向通行。
27. 春风路（人民南路至建设路段）：由东向西单向通行。
28. 金碧路（银湖路至珠环一路段）：由西向东单向通行。
29. 中兴路：由东向西单向通行。
30. 乐园路（深南东路至湖贝路段）：由南向北单向通行。
31. 飞鹏街（深南东路至湖贝路段）：由北向南单向通行。
32. 金百利路：由西向东单向通行。
33. 南华街：由北向南单向通行。
34. 经三路（爱国路至凤凰街段）：由西向东单向通行。
35. 凤凰街(经三路至凤凰路段)：由北向南单向通行。
36. 经一路：由西向东单向通行。
37. 经二路（经一路至侨兴路段）：由南向北单向通行。
38. 松园南街（松园西街至红桂路/红桂二路路口段）：由北向南单向通行。
39. 松园南街（红桂路/红桂一街路口至松园西街路段）：由南向北单向通行。
40. 罗小一街（罗小二街至罗小三街段）：由南向北单向通行。
41. 罗小二街（建设路至罗小一街段）：由西向东单向通行。
42. 罗小二街（人民南路至罗小一街段）：由东向西单向通行。
43. 罗小三街（罗小一街至建设路段）：由东向西单向通行。
44. 罗小三街（罗小一街至人民南路段）：由西向东单向通行。
45. 东升街（文锦中路至翠园街）：由东向西单向通行。
46. 翠园街（文锦中路至东升街段）：由南向北单向通行。
47. 嘉宾路（东门南路至向西路段）：由西向东单向通行。
48. 锦西街（向西雍睦至向西路段）：由东向西单向通行。
49. 仙台路（罗沙路至7号路段）：由南向北单向通行。

### 南山区
1. 天祥路（赤湾路至中海油库门口段）：由南向北单向通行。
2. 塘朗山隧道北延线（地铁5号线桥底段）：由南向北单向通行。
3. 南坪快速塘朗山立交桥底段：由南向北单向通行。
4. 海天一路（海云路至海学路段）：由东向西单向通行。
5. 海天二路（海学路至海云路段）：由西向东单向通行。
6. 丁头南巷：由东向西单向通行。
7. 丁头北巷：由西向东单向通行。

### 盐田区
1. 二十二米大道（盐田综合保税区出入口至盐田检验检疫局货物查验场入口段）：由东向西单向通行。
2. 海鲜街东段（盐梅路至海鲜街路以西100米段）：由西向东单向通行。
3. 马庙街：由南向北单向通行。
4. 田荣路：由东向西单向通行。
5. 闻檀道（望翠道至环碧路段）：由东向西单向通行。
6. 西禾树街：由南向北单向通行。
7. 海龙路：由北往南单向通行。

### 宝安区
1. 洪浪南路（新安二路至大宝路段）：由西向东单向通行。
2. 大宝路（洪浪南路至洪浪北路段）：由南向北单向通行。
3. 宝安大道辅道（机场六道至机场道段）：由北向南单向通行。
4. 石岩梅园路：由西向东单向通行。
5. 金开路：由北向南单向通行。
6. 鹤洲路（机场南路至鹤洲村道段）：由西向东单向通行。
7. 文明路（福永大道至永悦路段）：由北向南单向通行。
8. 宝安区东方一路（广深公路至松岗大道）：由东向西单向通行。
9. 机场六道（机场大酒店至航站四路段）：由西向东单向通行。
10. 乐平路：由东向西单向通行。
11. 顺丰路：由西向东单向通行。
12. 龙井二路（新安二路以南段）：由北向南单向通行。
13. 龙井二路（前进一路以东段）：由东向西单向通行。

### 龙岗区
1. 乐民路：由北向南单向通行。
2. 兴隆街：由西向东单向通行。
3. 万兴街：由东向西单向通行。
4. 鸿基商业街（吉祥路至西埔路段）：由西向东单向通行。
5. 长青路：由西向东单向通行。
6. 布中路：由南向北单向通行。
7. 长龙路（布中路至长吉路段）：由南向北单向通行。
8. 新龙路（长吉路至长龙路段）：由东向西单向通行。
9. 长吉路（长龙路至新龙路段）：由西向东单向通行。
10. 南联翠竹路（龙竹路至龙岗大道段）：由南向北单向通行。
11. 地新南街（文明东路至龙岗大道段）：由南向北单向通行。
12. 裕华南街（文明东路至龙岗大道段）：由北向南单向通行。
13. 红花街：由东向西单向通行。
14. 同庆路（同心路至阳新路段）：由北向南单向通行。
15. 同先路（同心路至新布路段）：由南向北单向通行。
16. 布吉莲花路（布吉路至吉华路段）：由东向西单向通行。
17. 上大街（述昌街至守珍街）：由北向南单向通行。
18. 守珍街（上大街至下大街）：由西向东单向通行。

### 龙华区
1. 清华路（龙澜大道辅道至龙观路辅道段）：由西向东单向通行。
2. 中环路（和平路至宝华路段）：由南向北单向通行。
3. 宝华路（中环路至人民路段）：由西向东单向通行。
4. 玉翠三街（建辉路至龙观大道段）：由北向南单向通行。

### 坪山区
1. 金峰街（马峦路至坪环路段）：由东向西单向通行。
2. 坪峦路（马峦路至坪环路段）：由西向东单向通行。
3. 和平路（建设路至东纵路段）：由北向南单向通行。
4. 和政路（规划十路至行政九路段）：由东向西单向通行。
5. 南岸沿河路（坪山大道至洋母帐桥段）：由东向西单向通行。
6. 岁松路：南往北、西往东单向通行（公交车除外）。
7. 双秀路（宝梓北路至新东路段）：由东向西单向通行。

### 光明区
1. 民安路：由北向南单向通行。
2. 公平路：由南向北单向通行。
3. 河心南路：由北向南单向通行。
4. 河心北路：由南向北单向通行。

## 指定车型准行时间和车道

### 公共汽车准行时间和车道
公交车辆是指线路公交车辆和10座（含10座）以上黄牌载客客车。
工作日的每天7时30分至9时30分、17时30分至19时30分，禁止公交车辆以外的机动车辆行驶全市公交专用车道；除上述时段外，准许社会车辆经公交专用车道行驶。
下列道路除外：
1. 深南路（文锦路至华富路段）、红荔路西行（上步路至深圳市妇幼保健院段）公交专用车道：每天7时30分至19时30分禁止公交车辆以外的机动车辆行驶。除上述时段外，准许社会车辆经公交专用车道行驶。
2. 莲花路东行（新洲路至莲花支路段）公交专用车道：每天24小时禁止公交车辆以外的机动车辆行驶。莲花垃圾转运站环卫作业专用车辆，可以经莲花路雨田路南侧（莲花垃圾转运站段）公交专用车道行驶。
3. 莲塘尾一路（莲塘尾二路至正尾路段）东往西方向公交专用道：工作日7时至8时30分，16时至18时禁止公交车辆以外的机动车辆行驶。除上述时段外，准许社会车辆经公交专用车道行驶。
4. 艺海路、惠深沿海高速公路（S30）东行（罗沙路至盐排高架）、大梅沙隧道东行出大梅沙匝道、艺海路上惠深沿海高速公路（S30）西行匝道、深盐路上惠深沿海高速公路（S30）东行匝道公交专用车道：法定节假日、公休日的每天9时至21时，禁止公交车辆以外的机动车辆行驶。除上述时段外，准许社会车辆经公交专用车道行驶。

## 指定車型禁行時間和路段

### 大型貨車禁行時間和路段

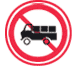
大型貨車禁行

大型貨車是指中型或重型貨車、牽引車以及專項作業車。

#### 每日0時—24時
- 區域：東起新洲路（含新洲路），西至香梅路（含香梅路），南起深南路（含深南路），北至北環大道（含北環路）。
- 道路：
- 新彩通道
- 彩田路
  - 濱海大道
  - 濱河大道
  - 羅沙公路
  - 春風高架橋
  - 深南路（深南沿河立交至深南麒麟立交）
  - 筍崗路
  - 蓮花路
  - 福民路
  - 梅林路（梅山街至彩田路）
  - 梅華路（梅麗路至越華路）
  - 松湖路
  - 荔灣路
  - 水庫周圍路段
  - 梧桐山盘山公路
  - 鹽葵公路
  - 大梅沙至小梅沙路段
- 地點：火車站東、西廣場

#### 每日7時—22時
- 東起沿河路（不含沿河路），西至香蜜湖路段（不含香蜜湖路段、皇崗路），南起春風高架橋、濱河大道以及福強路、福榮路，北至布心路、泥崗路、北環大道（不含布心路、泥崗路、北環大道）。

#### 每日17時—19時
- 北環大道（北環麒麟立交至北環泥崗立交）
- 泥崗路（北環泥崗立交至泥崗洪湖立交）
- 工業大道
- 南海大道（北環南海立交至南海東濱立交）

#### 每日22時—7時
- 桂花路
- 凱豐路
- 中康路

### 小型貨車禁行時間和路段

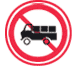
小型貨車禁行

小型貨車是指輕型或微型貨車、牽引車、專項作業車。

#### 每天0時—24時
- 水庫路段（東湖水廠至沙灣特檢站）

#### 週一至週五7時30分—21時
- 深南路（深南沿河立交至香梅路）
- 紅荔路（紅嶺路至香梅路）
- 筍崗路（雅園立交至皇崗路）
- 蓮花路（皇崗路至香梅路）

#### 週一至週五17時—19時
- 區域：東起沿河路（不含沿河路），西至香梅路（含香梅路），南起春風高架橋、濱河大道及福強路（不含春風高架橋、濱河大道，含福強路），北至布心路、泥崗路、北環大道（不含布心路、泥崗路、北環大道）。
- 路段：
  - 梅林路
  - 梅華路
  - 梅麗路
  - 凱豐路
  - 中康路
  - 工業大道
  - 南海大道（北環南海立交至南海東濱立交）
- 地點：火車站東、西廣場

### 小型麵包車禁行時間和路段

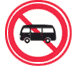
小型麵包車禁行

小型麵包車是指在2003年7月1日前登記註冊，車長小於或等於3.5米，排氣量在1500CC以下（含1500CC）的平頭小型或微型客車。

#### 每天7時30分—21時
- 區域：東起文錦路（含文錦路），西至新洲路（含新洲路），南起深南路（含深南路），北至筍崗路（含筍崗路）。
- 地點：火車站東、西廣場，皇崗口岸。

### 教练车禁行时间和路段
教练车是指取得道路运输管理机构核发的教练车标志牌的车辆，“进行教练”是指学员驾驶教练车，教练员进行教学活动的行为。

#### 非本市核发机动车号牌教练车
- 工作日7时至9时，17时30分至19时30分禁止在全市范围内通行（S3广深沿江高速、G4广深高速、G15机荷高速、S33南光高速、S31龙大高速、S86外环高速、G94梅观高速、S29清平高速、G4E盐排高速、S28水官高速、G4E博深高速、S30惠深沿海高速（G4E盐排高速以东段）、G15深汕高速、G25长深高速等过境高速公路除外）。
- 每天0时至24时禁止在全市所有道路进行教练。

#### 本市核发机动车号牌教练车
- 工作日7时30分至9时30分、17时30分至19时30分，禁止在深圳全市道路进行教练。
- 工作日7时至20时禁止在以下路段进行教练：
  1. 南山区：深湾一路（白石路至滨海大道段双方向）、白石二道（沙河东路至深湾二路段双方向）、白石三道(沙河东路至深湾一路段双方向)、深湾四路、深湾五路、科苑路、科苑南路、高新中一道、高新中二道、高新中三道、高新中四道、高新中五道、科研路、科技中一路、科技中二路、科技中三路、科苑路、科技路、铜鼓路、科兴路、翠溪路、科发路、科丰路、科伟路、科华路、科智东路、文华路、琼宇路、青梧路、科慧路。
  2. 跨区域路段：白石路。

- 每天0时至24时禁止在以下路段进行教练：
  1. 福田区：福田保税区内道路。
  2. 南山区：茶光路（同乐路至创科路段）、创科路（茶光路至打石一路段）、打石一路（同乐路至创科路段）。
  3. 龙岗区：环城路（五和大道至坂雪岗大道段）、隆平路、贝尔路（梅观高速至坂雪岗大道段）、冲之大道（贝尔路至环城路段）、稼先路、张衡路、居里夫人大道、坂雪岗大道（吉华路至环城路段）、平大路、新厦大道、中环大道、粮库一号路、平朗路、石背路、龙颈坳路、平安大道、富安大道、华南大道、五和大道、嘉湖路。
  4. 宝安区：金科路、罗田路、兴业路（新安六路以南段）、新湖路（新安六路以南段）、福园一路。
  5. 龙华区：清新路（清宁路至清祥路段）、清宁路（清新路至清庆路段）、清庆路、清丽路、清祥路（清庆路至清新路段）、环观南路（高尔夫大道以北段）、三号路、德政路（石岩外环路以东路段）、石龙仔路、浪荣路、浪花路、浪腾路、浪宁路、浪静路、浪奔路、石凹路、简上路、建设路、民塘路、腾龙路、观清路、观乐路、观盛二路、观盛三路、观盛四路、观盛五路、澜清一路、澜清二路、长兴路、安元路、环观中路、平安路、观辅路、五和大道（石皮山隧道口至荣樟路路口）、观平路、观清路、观盛一路、科盛路、观盛五路、翠幽路、澜汇路。
  6. 坪山区：青松西路（聚龙山四号路以东段）、青兰一路、青兰二路、兰竹东路（青兰一路至青兰二路段）。
  7. 光明区：高新西路（木墩一路至东明大道段）、东明大道、凤归路、周家大道（聚丰路至华裕路段）、聚丰路（周家大道至光明大道段）、华裕路（周家大道至东明大道段）、华夏二路（东明大道至聚丰路段）、华夏二路、华夏一路、东明大道、高新路、高新西路、凤归路、华裕路、周家大道、华夏路、聚丰路、木墩一路、木墩二路。
  8. 大鹏新区：水厂路、银滩路（水厂路至滨海二路）、滨海二路（银滩路至工业大道段）、创富路。